# Svanhusskogens naturreservat
Svanhusskogens naturreservat är ett naturreservat i Uppsala kommun i Uppsala län.
Området är naturskyddat sedan 1995 och är 398 hektar stort. Reservatet som är delat i två sträcker sig västerut från sjön Vällen och består av, i den södra delen, gammal barr- och lövskog, lundskogar och upptäcka skogbevuxna myrar och sumpskogar samt i den norra delen finns myrtjärnen Kroppsjön, barrskog med inslag av lövträd samt andra myrar och sumpskog. 